# Пискуньи
Пискуньи (лат. Arthroleptidae) — семейство бесхвостых земноводных, обитающих в Африке. Ранее представители семейства относились к настоящим лягушкам.

## Описание
В семейство входят лягушки с разнообразной морфологией, экологией, размерами тела и образом жизни. Общая длина представителей этого семейства колеблется от 2,5 до 10 см. Самцы некоторых видов имеют очень длинный третий палец задней ноги, который может достигать до 40 % размера тела. Встречаются волосатые лягушки — в брачный период у самцов на боках тела и бёдрах развиваются длинные волосовидные сосочки кожи, служащие дополнительными органами дыхания, и защищающие самца во время боя. У некоторых видов когти имеют не кератиновую структуру, а костную.
Окраска яркая, самки обычно светлее самцов.

## Образ жизни
Населяют лесную местность, но представителей родов Leptopelis и Arthroleptis можно встретить на заливных лугах. Большую часть жизни проводят в лесной подстилке, совсем не соприкасаются с водой. Активны преимущественно в сумерках или ночью. Питаются мелкими беспозвоночными и их личинками. Ведут себя агрессивно. 
Представителей родов Astylosternus, Trichobatrachus и Leptodactylodon разводят и употребляют в пищу местные жители (как взрослых, так и головастиков).

## Размножение
Это яйцекладущие амфибии. Самцы во время брачного сезона издают тонкие звуки, похожие на писк, отсюда происходит название этих земноводных. У рода Arthroleptis и, возможно, нескольких видов Leptopelis, наблюдается прямое развитие — отсутствует фаза головастика, из яиц выходят уже сформированные лягушата. Головастики обитают в ручьях и реках, но некоторые виды Leptopelis можно найти в небольших стоячих водоёмах.

## Распространение
Ареал семейства охватывает Африку южнее Сахары.

## Классификация
На январь 2023 года в семейство включают 3 подсемейства, 7 родов и 152 вида:
Arthroleptinae Mivart, 1869 
- Arthroleptis Smith, 1849 — Пискуньи (48 видов)
- Cardioglossa Boulenger, 1900 — Беззубницы (18 видов)

Astylosterninae Noble, 1927
- Astylosternus Werner, 1898 — Коготницы (13 видов)
- Leptodactylodon Andersson, 1903 — Подкаменки (15 видов)
- Nyctibates Boulenger, 1904 — Тонконогие лягушки (1 вид)

- Nyctibates corrugatus Boulenger, 1904 — Тонконогая лягушка

- Scotobleps Boulenger, 1900 — Кошачьи лягушки (1 вид)

- Scotobleps gabonicus Boulenger, 1900 — Кошачья лягушка

Leptopelinae Laurent, 1972
- Leptopelis Günther, 1859 — Африканские древесницы (56 видов)

## Галерея
- Кошачья лягушка
- Натальская древесница
- Leptopelis aubryi
- Волосатая лягушка